# Regina Kari
Regina Kari (née le 18 juin 1892 à Tampere et morte le 24 mai 1970 à Toijala) est une nageuse finlandaise ayant participé aux Jeux olympiques de 1912 à Stockholm.
En 1910, elle remporte le titre finlandais sur 100 mètres nage libre en 1 min 42 s 8. Elle est alors avec sa compatriote Tyyne Järvi sélectionnée pour participer aux Jeux olympiques de 1912 à Stockholm, les deux premières sportives finlandaises à participer aux Jeux. Engagée sur le 100 mètres nage libre, elle est éliminée en série, finissant à la 6e et dernière place de sa série, dans un temps non enregistré,.